# Franz Bistricky
Franz Bistricky (26 luglio 1914 – 7 maggio 1975) è stato un pallamanista austriaco.

## Palmarès

### Olimpiadi
- Argento a Berlino 1936 nella pallamano.